# تیم ملی فوتبال زیر ۲۳ سال لبنان
تیم ملی فوتبال زیر ۲۳ سال لبنان (به انگلیسی: Lebanon national under-23 football team) تیم فوتبال جوانان کشور لبنان است و زیر نظر فدراسیون فوتبال لبنان فعالیت می‌کند. این تیم نمایندهٔ لبنان در بازی‌های المپیک و بازی‌های آسیایی است.